# Dicranomyia (Neoglochina) trialbocincta
Dicranomyia (Neoglochina) trialbocincta is een tweevleugelige uit de familie steltmuggen (Limoniidae). De soort komt voor in het Neotropisch gebied.